# Poimenski seznam evroposlancev iz Češke
Poimenski seznam evroposlancev iz Češke.

## Seznam
| Ime               | Stranka                                                      | Mandat(i) |
| Jana Bobošíková   | Neodvisni                                                    | 2004-2009 |
| Jan Březina       | Evropska ljudska stranka - Evropski demokrati 2004-2009      |           |
| Milan Cabrnoch    | Evropska ljudska stranka - Evropski demokrati 2004-2009      |           |
| Petr Duchoň       | Evropska ljudska stranka - Evropski demokrati 2004-2009      |           |
| Hynek Fajmon      | Evropska ljudska stranka - Evropski demokrati 2004-2009      |           |
| Richard Falbr     | Stranka evropskih socialistov 2004-2009                      |           |
| Věra Flasarová    | Evropska združena levica – Zelena nordijska levica 2004-2009 |           |
| Jana Hybášková    | Evropska ljudska stranka - Evropski demokrati 2004-2009      |           |
| Jaromír Kohlíček  | Evropska združena levica – Zelena nordijska levica 2004-2009 |           |
| Jiří Maštálka     | Evropska združena levica – Zelena nordijska levica 2004-2009 |           |
| Miroslav Ouzký    | Evropska ljudska stranka - Evropski demokrati 2004-2009      |           |
| Miloslav Ransdorf | Evropska združena levica – Zelena nordijska levica 2004-2009 |           |
| Vladimír Remek    | Evropska združena levica – Zelena nordijska levica 2004-2009 |           |
| Zuzana Roithová   | Evropska ljudska stranka - Evropski demokrati 2004-2009      |           |
| Libor Rouček      | Stranka evropskih socialistov 2004-2009                      |           |
| Nina Škottová     | Evropska ljudska stranka - Evropski demokrati 2004-2009      |           |
| Ivo Strejček      | Evropska ljudska stranka - Evropski demokrati 2004-2009      |           |
| Daniel Stroz      | Evropska združena levica – Zelena nordijska levica 2004-2009 |           |
| Oldřich Vlasák    | Evropska ljudska stranka - Evropski demokrati 2004-2009      |           |
| Jan Zahradil      | Evropska ljudska stranka - Evropski demokrati 2004-2009      |           |
| Tomáš Zatloukal   | Evropska ljudska stranka - Evropski demokrati 2004-2009      |           |
| Vladimír Železný  | Samostojnost in demokracija 2004-2009                        |           |
| Jozef Zieleniec   | Evropska ljudska stranka - Evropski demokrati 2004-2009      |           |
| Jaroslav Zvěřina  | Evropska ljudska stranka - Evropski demokrati 2004-2009      |           |